# Vasad (Pest)
Vasad es un pueblo húngaro perteneciente al distrito de Monor, condado de Pest.

## Superficie
Cuenta con una superficie de 33,41 km².

## Demografía
Hasta 2024 la población era de 1993 habitantes, con una densidad de población de 59,65 hab/km².
| Gráfica de evolución demográfica de Vasad entre 2020 y 2024 |
|                                                             |
| Datos según la Oficina Central de Estadística de Hungría.   |